# Caity Mattinson
Pas d'image ? Cliquez ici

a Compétitions nationales et continentales officielles uniquement.

b Matchs officiels uniquement.
Dernière mise à jour le 31 mai 2025.
Caity Mattinson, née le 17 mai 1996 Inverness (Écosse) est une joueuse internationale anglaise, puis internationale écossaise de rugby à XV, évoluant au poste de demi de mêlée. Elle joue dans le championnat d'Angleterre aux Ealing Trailfinders.

## Biographie
Caity Mattinson naît le 17 mai 1996 à Inverness en Écosse. Elle commence la pratique du rugby à XV à sept ans avec le club anglais du Tynedale RFC, près de Newcastle, où sa famille a déménagé.
Après avoir joué avec Darlington Mowden Park (en) pendant ses études, elle rejoint Bristol où elle joue pendant qu'elle fait un Master à l'université d'Exeter. Pendant sa première saison avec les Bears, elle est sélectionnée à sept reprises en équipe d'Angleterre.[réf. nécessaire]
En 2020, après une année passée au Canada, elle signe aux Worcester Warriors (en).
Grâce aux nouveaux règlements de World Rugby, elle redevient éligible avec l'Écosse et le 1er février 2022, elle obtient sa première sélection avec le XV du Chardon contre la Colombie dans le cadre des qualifications à la Coupe du monde en Nouvelle-Zélande. Là-bas, elle est titulaire lors des trois rencontres.[réf. nécessaire]
À l'automne 2023, elle remporte avec l'équipe d'Écosse la première édition du WXV 2, dans la division organisée en Afrique du Sud.
Fin 2023, à la suite de la disparition du club des Worcester Warriors, elle s'engage avec le Gloucester-Hartpury RFC.

## Palmarès
- Vainqueur du Championnat d'Angleterre en 2024.